# Tullio Carminati
Tullio Carminati, conte Tullio Carminati de Brambilla (Zara, 21 settembre 1895 – Roma, 26 febbraio 1971), è stato un attore italiano, attivo in teatro e nel cinema.

## Biografia

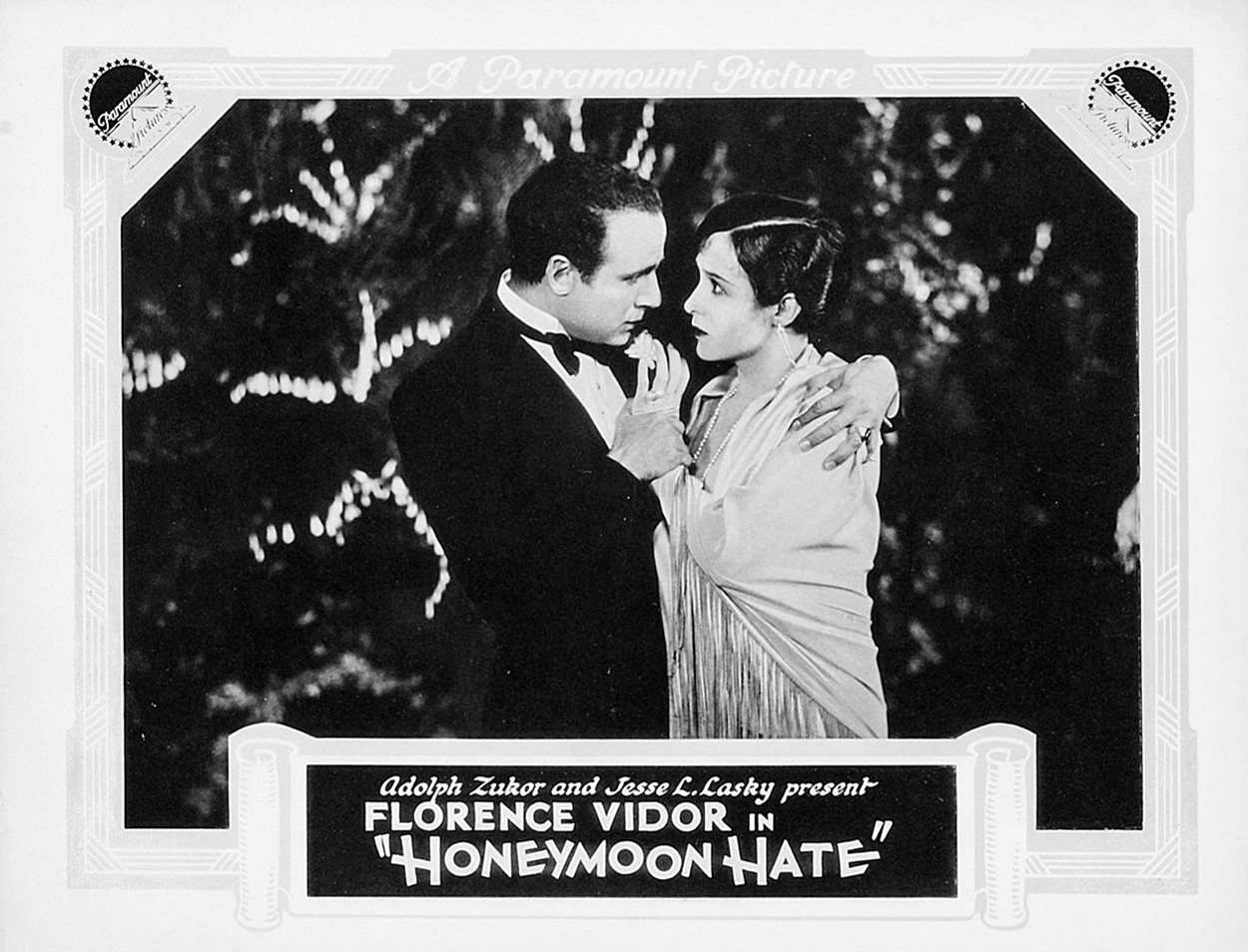
Dalla commedia romantica americana Honeymoon Hate, (1927)

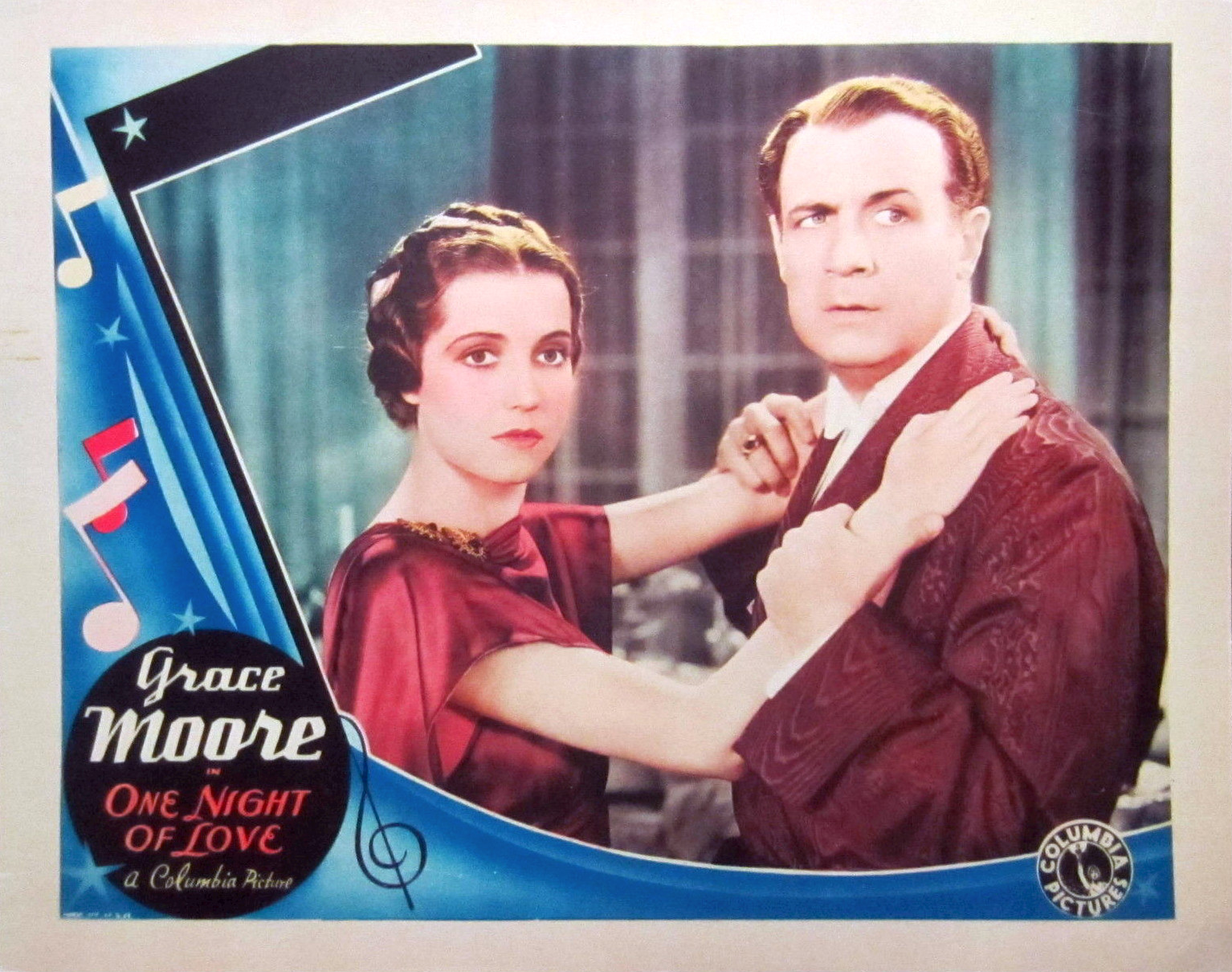
Dal film Una notte d'amore (One Night of Love, 1934)

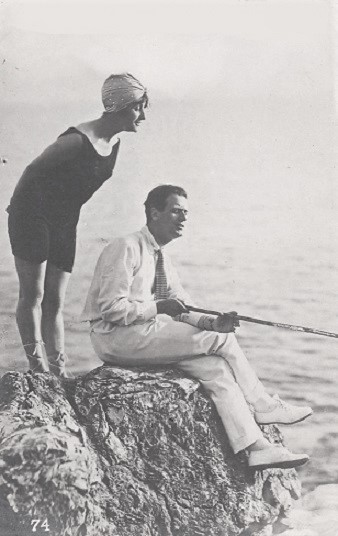
Vera Vergani e Tullio Carminati nel film La menzogna, 1916

Nacque in una famiglia italiana a Zara, allora appartenente all'Impero austro-ungarico ed attualmente alla Croazia.
Dopo aver riscosso i suoi primi successi sulla scena teatrale con le compagnie di Ettore Paladini e Ermete Novelli, ebbe l'occasione di debuttare nel mondo cinematografico, intorno al 1914, grazie alla sua presenza elegante e raffinata.
Partecipò ad una trentina di film muti prima di fondare una propria casa produttrice verso la fine degli anni dieci del Novecento.
Nel 1921 ottenne una tale popolarità, grazie all'interpretazione ne La signora delle camelie (dal romanzo omonimo di Alexandre Dumas) assieme ad Alda Borelli, da indurre la diva Eleonora Duse ad invitarlo alla direzione della sua compagnia.
Si mise quindi in evidenza per l'allestimento delle ultime recite della Duse, tra le quali La donna del mare scritto da Henrik Ibsen e La porta chiusa di Emilio Praga.
Durante l'anno 1924 si trasferì per lavoro in Germania e due anni dopo negli Stati Uniti d'America, dove continuò con un certo successo la sua carriera fino al 1940, intervallata da un'unica partecipazione ad una produzione cinematografica italo-francese del 1934.
In America si mise in evidenza per le 725 recite della commedia Strictly Dishonorable, suscitando entusiasmi per il suo ruolo di "latin lover". In questo periodo si dedicò anche alle commedie musicali non disdegnando quindi il ruolo di cantante.
Nel 1932 è Bruno Mahler nella prima assoluta di Music in the Air di Jerome Kern all'Alvin Theatre per il Broadway theatre con Al Shean, Walter Slezak e Marjorie Main e nel 1933 nella prima al 44th Street Theatre di New York.
Dopo l'inizio delle ostilità della seconda guerra mondiale rientrò in Italia dove svolse da questo momento una buona parte della sua attività fino al 1963, anno del suo ritiro, senza per questo trascurare i suoi impegni con produzioni francesi, spagnole ed americane.
Tra i suoi film di quest'ultimo periodo si annoverarono l'Antigone per la regia di Luchino Visconti (1946) e la Beauté du diable di René Clair (1950).
Nel 1953 è san Domenico nella prima di Giovanna d'Arco al rogo con Ingrid Bergman, Marcella Pobbe, Miriam Pirazzini, Agnese Dubbini, Giacinto Prandelli e Piero De Palma diretto da Gianandrea Gavazzeni al Teatro di San Carlo di Napoli e ripreso dal film omonimo di Roberto Rossellini.
Morì il 26 febbraio del 1971 a causa di un'emorragia cerebrale.

## Filmografia
- Romanticismo, regia di Carlo Campogalliani e Arrigo Frusta (1915)
- Davanti alla legge, regia di Carlo Campogalliani (1916)
- La menzogna, regia d'Augusto Genina (1916)
- La collana della felicità, regia di Carlo Campogalliani (1916)
- L'aigrette, regia di Baldassarre Negroni (1917)
- Kalidaa, la storia di una mummia, regia di Augusto Genina (1917)
- Il trono e la seggiola, regia di Augusto Genina (1918)
- Il tuo rivale
- Raffiche
- Follie, regia di Enrico Roma (1920)
- Il segreto, regia di Enrico Roma (1920)
- Al di là della vita, regia di Enrico Roma (1920)
- Mensch gegen Mensch, regia di Hans Steinhoff (1924)
- The Bat, regia di Roland West (1926)
- The Duchess of Buffalo, regia di Sidney Franklin (1926)
- Stage Madness, regia di Victor Schertzinger (1927)
- Il madrigale di Venezia (Honeymoon Hate), regia di Luther Reed (1927)
- Vita nuova (Three Sinners), regia di Rowland V. Lee (1928)
- Lo zar folle (The Patriot), regia di Ernst Lubitsch (1928)
- Gallant Lady, regia di Gregory La Cava (1933)
- Moulin Rouge, regia di Sidney Lanfield (1934)
- La marcia nuziale, regia di Mario Bonnard (1934)
- Una notte d'amore (One Night of Love), regia di Victor Schertzinger (1934)
- Paris in Spring, regia di Lewis Milestone (1935)
- Let's Live Tonight, regia di Victor Schertzinger (1935)
- Three Maxims, regia di Herbert Wilcox (1936)
- London Melody, regia di Herbert Wilcox (1937)
- Safari, regia di Edward H. Griffith (1940)
- Sinfonia fatale, regia di Victor Stoloff (1946)
- L'apocalisse, regia di Giuseppe Maria Scotese (1947)
- La Certosa di Parma (La Chartreuse de Parme), regia di Christian-Jaque (1948)
- La madonnina d'oro, regia di Ladislao Vajda (1949)
- La bellezza del diavolo (La Beauté du diable), regia di René Clair (1950)
- Gli uomini non guardano il cielo, regia di Umberto Scarpelli (1952)
- Vacanze romane (Roman Holiday), regia di William Wyler (1953)
- Giovanna d'Arco al rogo, regia di Roberto Rossellini (1954)
- Good Bye, Sevilla, regia di Ignacio F. Iquino (1955)
- Guerra e pace (War and Peace), regia di King Vidor (1956)
- Olympia, regia di Michael Curtiz (1960)
- El Cid, regia di Anthony Mann (1961)
- La congiura dei dieci, regia di Baccio Bandini (1962)
- Le avventure di un giovane (Hemingway's Adventures of a Young Man), regia di Martin Ritt (1962)
- Il cardinale (The Cardinal), regia di Otto Preminger (1963)
- Il complotto di luglio, regia di Vittorio Cottafavi (1967)

## Doppiatori italiani
- Augusto Marcacci in La Certosa di Parma, Guerra e pace
- Sandro Ruffini in Una notte d'amore
- Michele Malaspina in La bellezza del diavolo
- Amilcare Pettinelli in Olympia
- Emilio Cigoli in Il complotto di luglio

## Teatro (a Broadway)
- 1929-1931: Strictly Dishonorable, pièce di Preston Sturges
- 1932: Christopher comes across, pièce di Hawthorne Hurst
- 1932-1933: Music in the Air, commedia musicale, musiche di Jerome Kern, lirica e libretto d'Oscar Hammerstein II, orchestra di Robert Russell Bennett
- 1938: Great Lady, commedia musicale, musica di Frederick Loewe, lirica e libretto di Lowell Brentano e Earle Crooker